# 2013 - La fortezza
2013 - La fortezza (Fortress) è un film del 1992 diretto da Stuart Gordon. È una storia fantascientifica ambientata in un futuro distopico. Nel 1999 è uscito il sequel, La fortezza: segregati nello spazio, sempre interpretato da Christopher Lambert.

## Trama
In un mondo futuristico in cui la crescita della popolazione è rigorosamente controllata ed è vietato avere più di un figlio, l'ex-marine John Henry Brennick e sua moglie incinta Karen cercano di attraversare il confine tra Stati Uniti e Canada per raggiungere Vancouver e poter dare alla luce il loro secondo figlio, dal momento che il loro primogenito è nato morto. Tuttavia, la gravidanza della donna viene scoperta. I due vengono arrestati separatamente e condannati a scontare 31 anni nella Fortezza, una prigione futuristica sotterranea.
La Fortezza è controllata dallo spietato direttore Poe, per conto della MenTel Corporation, e dal supercomputer Zeta-10. Nel ventre di ciascun prigioniero della Fortezza viene innestato un "Fibrillatore Gastrico", un congegno in grado di punire fisicamente o addirittura uccidere il prigioniero in caso di trasgressione e ogni giorno, dopo il turno di lavoro forzato, i detenuti vengono rinchiusi in celle dotate di sbarre laser. John viene messo in cella insieme ad Abram, un prigioniero invecchiato che attende di ricevere la libertà vigilata; D-Day, un esperto hacker; Nino Gomez, un ragazzo conosciuto durante il trasporto in carcere e il violento Stiggs. Viene anche a sapere che la moglie è situata in un altro livello della Fortezza e che il loro figlio nascituro, essendo classificato come illegale, è proprietà della MenTel Corporation e verrà confiscato subito dopo il parto.
Maddox, un compagno di Stiggs, aggredisce John e i due si scontrano in un duello corpo a corpo finché non vengono interrotti da Poe, che ordina a John di uccidere Maddox. John si rifiuta, così Poe uccide Maddox con un'unità robotica della sicurezza. John, dopo aver preso nascostamente il Fibrillatore Gastrico caduto dal cadavere di Maddox, che consegna a D-Day, viene catturato. Per punizione viene sottoposto al Condizionatore della Mente, un macchinario che infligge dei terrificanti incubi alla vittima e ne provoca un lavaggio del cervello. Poe, per interrompere la tortura, chiede a Karen di essere la sua consorte e lei, seppur riluttante, accetta, per aiutare il marito. Durante la convivenza con Poe, Karen riesce a prendere la mappa della prigione racchiusa in un diamante, che la proietta attraverso un laser. La consegna poi ad Abraham, il quale la fa avere ai compagni di John. In seguito Karen accede al computer della Fortezza e riesce a far tornare in sé John.
Nel frattempo, studiando il Fibrillatore Gastrico appartenuto a Maddox, D-Day riesce a trovare il modo di liberare i suoi compagni dai congegni utilizzando un componente magnetico. Il giorno dopo, durante il turno di lavoro forzato, John e il suo gruppo piazzano i propri Fibrillatori Gastrici estratti su una conduttura. Provocano poi Poe, il quale attiva l'autodistruzione dei Fibrillatori per ucciderli, facendo invece esplodere la conduttura, permettendo a John a il suo gruppo di entrarvi. Poe invia allora i guerrieri cyborg Cloni d'Assalto ad eliminarli e questi uccidono Stiggs, ma John riesce a confiscare l'arma di uno dei Cloni e la usa per distruggere gli altri che li stanno attaccando. Poe, avvertito dello stato d'allerta da Zeta-10, ordina che Karen venga sottoposta a un cesareo e strangola Abraham dopo aver scoperto il suo tradimento. Salendo su un'unità della sicurezza, John, D-Day e Gomez raggiungono il quartier generale di Poe e riescono a salvare Karen. Prima che un Clone d'Assalto gli spari, D-Day riesce a disinserire Zeta-10 mentre Poe viene ucciso brutalmente, rivelando di essere un cyborg pure lui.
Mentre il sistema di sicurezza della prigione va in tilt e i prigionieri fuggono da tutte le parti, John, Karen e Gomez salgono su un camion per il trasporto dei prigionieri, con il quale fuggono dalla fortezza per raggiungere il Messico. I tre si fermano presso un fienile abbandonato in campagna, dove Karen inizia a partorire. Improvvisamente però Zeta-10 si riprende, prendendo il controllo del camion. La vettura robotica assale così il gruppo ed uccide Gomez. John, grazie all'arma sottratta al Clone, riesce a distruggere il camion, il quale si schianta però contro il fienile. John piange alla apparente morte della moglie, ma la ritrova poi a breve distanza con il loro figlio tra le braccia.

## Critica
(Fantafilm)
Paolo Mereghetti lo definisce un film di "fantascienza a medio costo che saccheggia vent'anni di cinema, a partire dall'Uomo che fuggì dal futuro".